# Sèrie 443 de Renfe

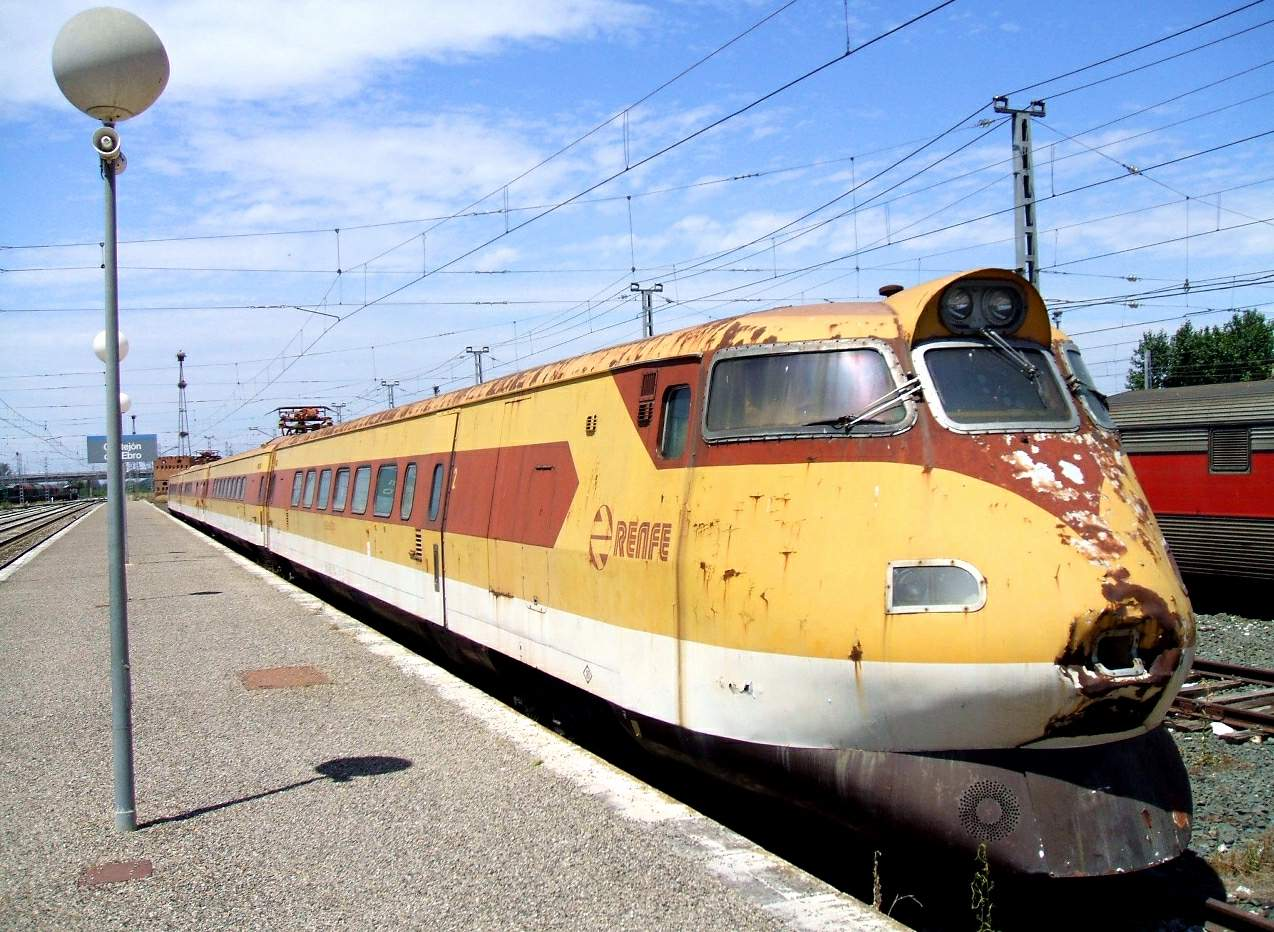
Renfe 443

La Sèrie 443 de Renfe  és un prototip de tren, anomenat Platanito pels colors de la seva decoració. La seva condició de prototip, el disseny aerodinàmic i les velocitats que podia aconseguir el converteixen en un dels trens més especials que ha tingut Renfe.
Aquest tren, excepte per l'ample de via utilitzat, és idèntic a l'ETR 401 dels ferrocarrils italians. Va ser adquirit amb la intenció d'investigar la viabilitat de trens amb la caixa basculant, les possibilitats que podia oferir aquest sistema en els passos per corba i fins a quant es podien augmentar les velocitats en corba, ja que a Espanya els traçats requereixen gran quantitat de corbes i de poc radi per l'orografia del país.
Però el 1980, Talgo, que portava 8 anys investigant aquests sistemes, ja tenia a punt per circular el Talgo Pendular, amb un sistema de pendulació natural, que era més senzill, més barat i més eficaç que el sistema de pendulació hidràulic que usava el Pendolino. A causa d'això es van abandonar les proves i assajos del sistema de basculació que tenia aquest tren. En l'actualitat, Renfe Operadora disposa de la sèrie 490, que té les evolucions d'aquests sistemes, i les sèries 598 i 594 amb el sistema SIBI, que difereix una mica però també és de basculació activa, no natural.
D'entre les novetats d'aquest tren, en trobem l'ús de giroscopis i acceleròmetres per al sistema de basculació, un convertidor estàtic, velocitat prefixada, ASFA, fre electromagnètic de patí, motors suspesos en la caixa... Alguns opinen que totes aquestes novetats també el van convertir en un tren amb moltes avaries pels sistemes tan moderns que disposava.
El 1977 va arribar als 200 km/h, i el 1979 es va començar a utilitzar durant uns mesos en un servei entre Madrid i Albacete. De 1980 el 1982 va circular entre Madrid i Jaén, a partir de 1984, i durant dos anys, es va utilitzar com a tren turístic; el 1987 va realitzar els seus últims viatges com a tren de proves de velocitat alta a la línia de Madrid a Alacant. A les 12 hores 28 minuts del dimecres 6 maig 1987 va arribar als 206 km/h en una d'aquestes proves. Durant molt de temps aquest va ser el rècord de velocitat a Espanya.
No obstant això va acabar la seva vida després d'aquestes proves a causa del cost que implicava el manteniment d'una sola unitat d'una sèrie, a banda que, ja que era un prototip, donava una gran quantitat de fallades i per a molts es va considerar un tren massa avançat per la seva època, amb una tecnologia que encara li faltava molt per prosperar. En l'actualitat el Platanito es troba en una via morta de l'estació de Castejón a on va arribar el 1994 després d'haver recorregut tot just 216.227 km, un quilometratge molt reduït per a un vehicle d'aquestes característiques.